# Hexatoma antennata
Hexatoma antennata är en tvåvingeart som först beskrevs av Alexander 1930.  Hexatoma antennata ingår i släktet Hexatoma och familjen småharkrankar.
Artens utbredningsområde är Colombia. Inga underarter finns listade i Catalogue of Life.